# نقاشی غربی

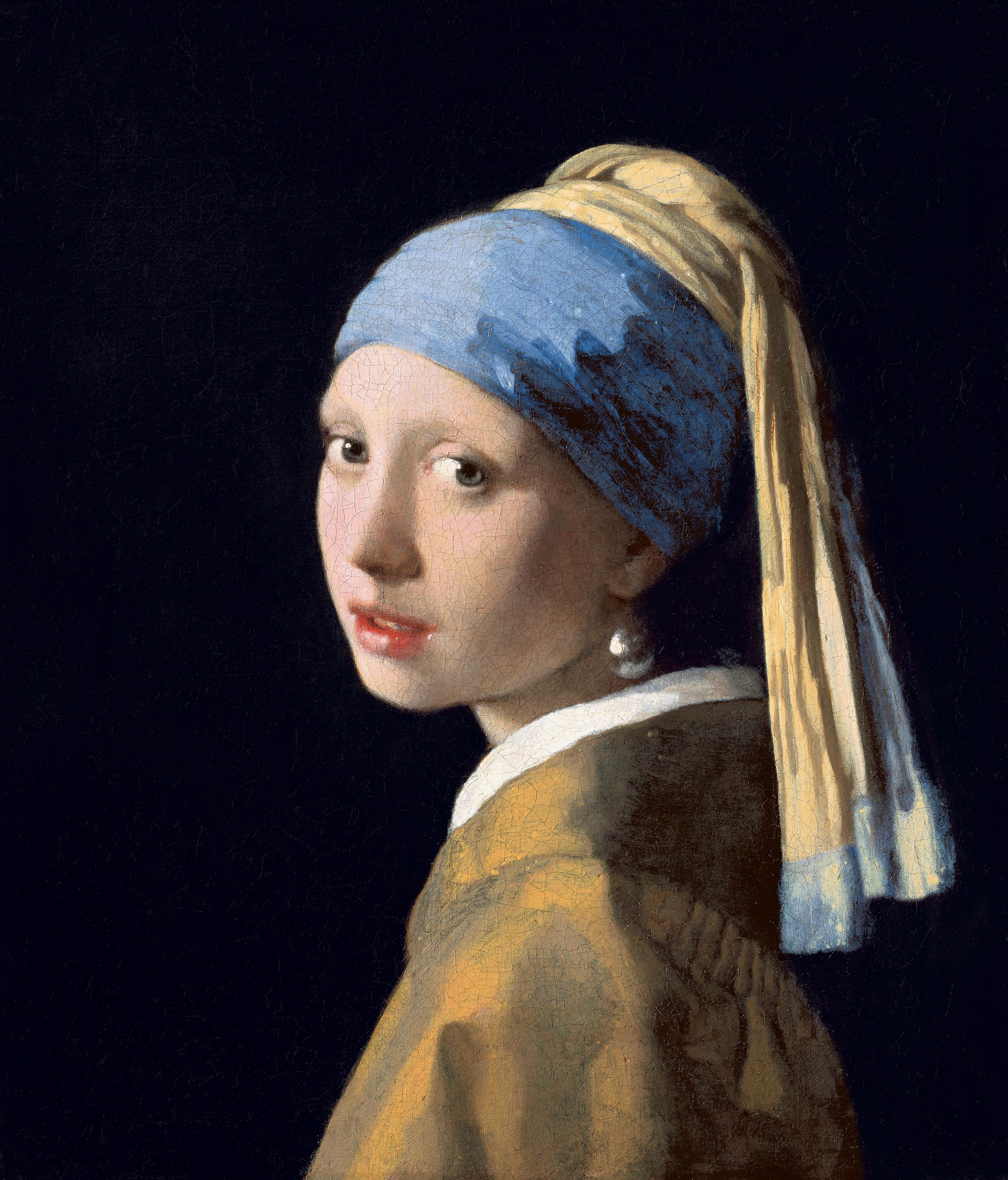
دختری با گوشواره مروارید اثر یوهانس فرمیر (۱۶۶۵–۱۶۶۷)، معروف به مونالیزای شمال.

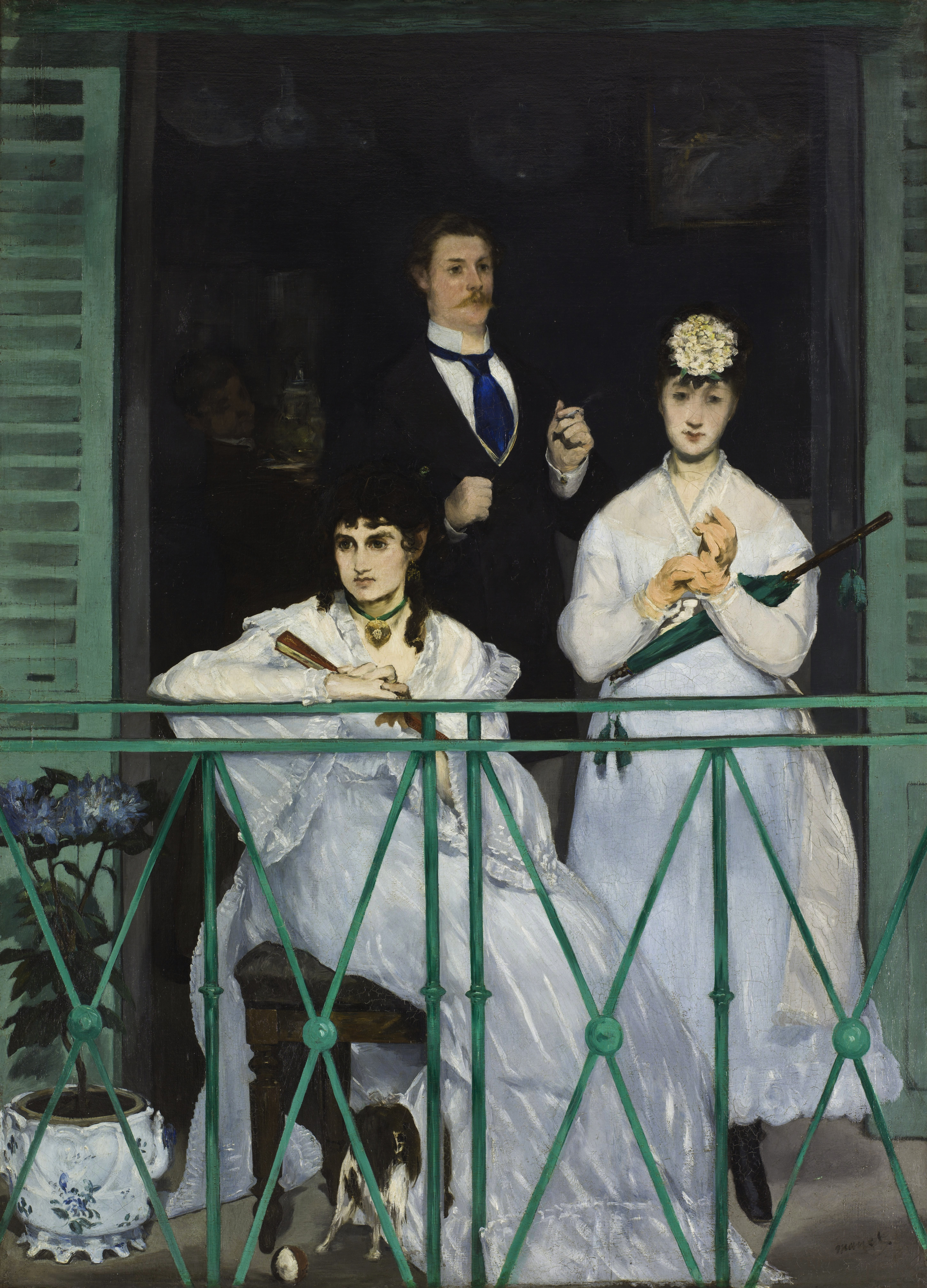
بالکن اثر ادوار مانه (۱۹۶۸)

تاریخ نقاشی غربی نشان دهنده یک سنت پیوسته و مختل، از دوران باستان تا زمان حاضر است. تا اواسط قرن ۱۹ عمدتاً به شیوه‌های تولید بازنمایی و کلاسیک توجه داشت، پس از آن زمان اشکال مدرن‌تر، انتزاعی‌تر و مفهومی‌تر مورد توجه قرار گرفت.
نقاشی غربی که در ابتدا در خدمت حمایت امپراتوری، خصوصی، مدنی و مذهبی بود، بعدها مخاطبانی را در طبقه اشراف و طبقه متوسط پیدا کرد. از قرون وسطی تا رنسانس، نقاشان برای کلیسا و اشراف ثروتمند کار می‌کردند. در آغاز دوره باروک، هنرمندان از طبقه متوسط تحصیل کرده تر و مرفه تر سفارش‌های خصوصی دریافت کردند. ایده «هنر از برای هنر» در آثار نقاشان رمانتیسم مانند فرانسیسکو گویا، جان کانستبل و ویلیام ترنر تجلی یافت. در طول قرن نوزدهم، گالری‌های هنری تأسیس شدند و در قرن بیستم به حمایت خود ادامه دادند.
نقاشی غربی در دوران رنسانس در اروپا به اوج خود رسید، همراه با اصلاح طراحی، استفاده از ژرفانمایی، معماری جاه طلبانه، ملیله‌کاری، شیشه‌های رنگی، مجسمه‌سازی، و دوره قبل و بعد از ظهور ماشین چاپ. به دنبال عمق اکتشاف و پیچیدگی نوآوری‌های رنسانس، میراث غنی نقاشی غربی از دوره باروک تا هنر معاصر ادامه یافت.